# キレイのレシピ
『キレイのレシピ』は、2007年4月9日から同年6月25日までBS朝日で放送されていた、街とファッションの情報番組。全6回。
この項目では、2006年10月21日から2007年1月6日まで同局で放送されていた前身番組『キレイの法則』（キレイのほうそく）についても触れる。

## 概要
毎回女性モデルたちが登場し、街とファッションについてトークを繰り広げていた番組シリーズで、いずれも株式会社スタイライフが提供していた。出演者たちが各回で着用する服は、スタイライフのサイトで購入できた。通販番組に近い形ではあるが、商品を前面に押し出さないようにしていたのが特徴的。

## 放送時間
番組は毎週放送されていたが、いずれも同じ内容を2週連続で放送する形式であり、実質的には隔週放送だった。番組公式サイトにも「隔週新作放送」と記されていた。

### キレイの法則
- 土曜 24:00 - 24:30 （本放送）
- 月曜 24:00 - 24:30 （再放送）

### キレイのレシピ
- 月曜 22:25 - 22:55 （本放送）
- 木曜 24:00 - 24:30 （再放送）

## キャスト

### キレイの法則
- 伊藤裕子
- 深澤里奈
- 太田在
- 北村栄基

### キレイのレシピ
- 伊藤裕子
- 升毅

## スタッフ
- 企画：杉本裕子、井上直之
- 構成：兼上頼正、今井すゞ奈
- スタイリスト：松野裕子、村石佳栄
- メイク：山田かつら、岩田マミ
- 技術協力：テクノマックス
- 制作協力：共同テレビ
- AD：原田このみ
- 演出：安達敏春（ロール・ワン）
- プロデューサー：宮坂奈緒美（BS朝日）、寺田久美子・松浦拓弥（共同テレビ）